# Tracadie-Hillsborough Park
Pour les articles homonymes, voir Tracadie (homonymie) et Hillsborough.
Circonscription électorale provinciale du Canada
Tracadie-Hillsborough Park est une ancienne circonscription électorale provinciale de l'Île-du-Prince-Édouard (Canada). La circonscription est créée en 1996 à partir de portions des circonscriptions 3e Queens et 5e Queens.

## Liste des députés
| Tracadie-Hillsborough Park                              | Tracadie-Hillsborough Park | Tracadie-Hillsborough Park | Tracadie-Hillsborough Park | Tracadie-Hillsborough Park | Tracadie-Hillsborough Park |
| Nom                                                     | Nom                        | Parti                      | Mandat                     | Législature                |                            |
| ------------------------------------------------------- | -------------------------- | -------------------------- | -------------------------- | -------------------------- | -------------------------- |
| Pour la période 1873-1996, voir 3e Queens et 5e Queens. |                            |                            |                            |                            |                            |
|                                                         | Mildred Dover              | Progressiste-conservateur  | 1996 - 2000                | 60e                        |                            |
|                                                         | Mildred Dover              | Progressiste-conservateur  | 2000 - 2003                | 61e                        |                            |
|                                                         | Mildred Dover              | Progressiste-conservateur  | 2003 - 2007                | 62e                        |                            |
|                                                         | Buck Watts                 | Libéral                    | 2007 - 2011                | 63e                        |                            |
|                                                         | Buck Watts                 | Libéral                    | 2011 - 2015                | 64e                        |                            |
|                                                         | Buck Watts                 | Libéral                    | 2015 - 2019                | 65e                        |                            |

## Géographie
La circonscription comprend une partie de la cité de Charlottetown.